# Operophtera japonaria
Operophtera japonaria là một loài bướm đêm trong họ Geometridae.